# Pål Trulsen
Pål Trulsen (Drøbak, 19 de abril de 1962) es un deportista noruego que compitió en curling.
Participó en dos Juegos Olímpicos de Invierno, obteniendo una medalla de oro en Salt Lake City 2002 y el quinto lugar en Turín 2006.
Ganó tres medallas en el Campeonato Mundial de Curling entre los años 2001 y 2003, y dos medallas en el Campeonato Europeo de Curling, en los años 2004 y 2005.

## Palmarés internacional
| Juegos Olímpicos   | Juegos Olímpicos                  | Juegos Olímpicos  | Juegos Olímpicos |
| Año                | Lugar                             | Medalla           | Prueba           |
| ------------------ | --------------------------------- | ----------------- | ---------------- |
| 2002               | Salt Lake City (Estados Unidos)   | Medalla de oro    | Equipo           |
| Campeonato Mundial |                                   |                   |                  |
| Año                | Lugar                             | Medalla           | Prueba           |
| 2001               | Lausana (Suiza)                   | Medalla de bronce | Equipo           |
| 2002               | Bismarck (Estados Unidos)         | Medalla de plata  | Equipo           |
| 2003               | Winnipeg (Canadá)                 | Medalla de bronce | Equipo           |
| Campeonato Europeo |                                   |                   |                  |
| Año                | Lugar                             | Medalla           | Prueba           |
| 2004               | Sofía (Bulgaria)                  | Medalla de bronce | Equipo           |
| 2005               | Garmisch-Partenkirchen (Alemania) | Medalla de oro    | Equipo           |